# Servas de Maria Ministras dos Enfermos
As Servas de Maria Ministras dos Enfermos (em latim: Servae Mariae Infirmis Ministrantes) é uma congregação religiosa católica feminina de direito pontifício, fundada Soledad Torres Acosta, por iniciativa do sacerdote servita espanhol Miguel Martínez y Sanz, em Madri, a 15 de agosto de 1851. As religiosas deste instituto são conhecidas como Servas de Maria e pospõem a seus nomes as siglas: S. de M..

## História

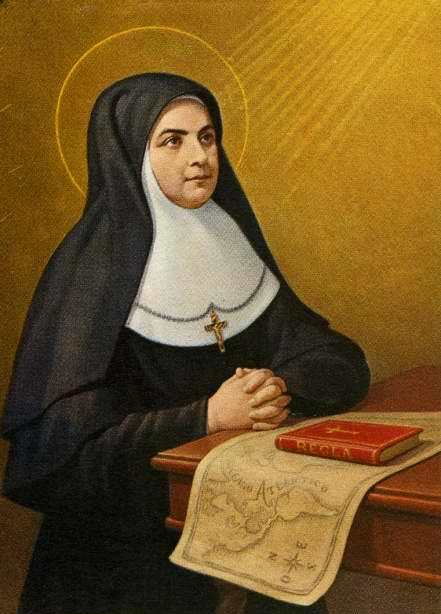
Soledad Torres Acosta (1826-1887), fundadora da Servas de Maria Ministras dos Enfermos.

O sacerdote servita espanhol Miguel Martínez y Sanz, sendo pároco de Chamberí (Madri), organizou uma comunidade de mulheres, sete ao todo, com o fim de dedicar à assistência por domicílio dos doentes do bairro. A guia de ditas mulheres era Soledad Torres Acosta, a quem as religiosas hoje consideram a fundadora da Congregação, cuja data de fundação formal é a 15 de agosto de 1851, dia em que as primeiras religiosas emitiram seus votos em presença do arcebispo de Toledo, Juan José Bonel y Orbe, quem ademais aprovou o instituto a 1 de abril de 1853.
A 18 de setembro de 1867, a Congregação recebeu o decreto pontifício de louvor, passando a fazer parte das congregações de direito pontifício. A aprovação definitiva de parte da Santa Sé, recebeu-a a 11 de julho de 1876, das mãos de Leão XIII. Suas constituições foram aprovadas a 20 de julho de 1898.

## Atividades e presenças
Fiéis ao carisma de sua fundadora, as Servas de Maria continuam exercendo seu labor de assistência aos doentes, em hospitais e outros centros de saúde, mas especialmente em seus próprios domicílios.
Em 2011, a congregação contava com umas 1628 religiosas e 114 casas, presente na Argentina, Bolívia, Brasil, Camarões, Colômbia, Costa Rica, Cuba, Equador, Espanha, Estados Unidos, Filipinas, França, Itália, México, Panamá, Peru, Portugal, Porto Rico, Reino Unido, República Dominicana e Uruguai. A casa geral encontra-se em Roma e sua atual superiora geral é a religiosa Alfonsa Bellido Alós.

## Servas ilustres
- Soledad Torres Acosta (1826-1887), santa: fundadora da congregação. Foi beatificada pelo Papa Pio XII a 5 de fevereiro de 1950 e canonizada por Paulo VI a 25 de janeiro de 1970.[4]
- María Catalina Irigoyen Echegaray (1848-1918), beata: religiosa espanhola beatificada em 2011 por Bento XVI.[5]
- Aurelia Arambarri Fuerte (1866-1936), beata, religiosa mártir durante a Guerra Civil de Espanha no século XX. Encabeça o grupo das Servas de Maria mártires em Pozuelo de Alarcón (Madri). As outras beatas são: Agustina Peña Rodríguez (1900-1936), Aurora López González (1850-1936) e Daria Andiarena Sagaseta (1879-1936). Juntas foram beatificadas em 2013 pelo Papa Francisco.[6]
- Soledad Sanjurjo Santos (1892-1973), serva de Deus, religiosa porto-riquenha cujo processo de canonização foi iniciado em 2004.[7]